# Trichoniscus pusillus
Trichoniscus pusillus Brandt, 1833 a volte chiamato onisco pigmeo comune, è una delle cinque specie più comuni di onisco presente nelle isole britanniche. È riconosciuto come l'isopode terrestre più diffuso in Gran Bretagna.  Si trova comunemente in tutta l'Europa settentrionale ed è stato introdotto a Madeira, nelle Azzorre e nel Nord America.

## Descrizione
T. pusillus può essere distinto da altri oniscidi britannici principalmente per le sue piccole dimensioni, che non superano i 5 millimetri. Il suo corpo, dal caratteristico colore violaceo, è allungato e abbastanza arrotondato nella sezione trasversale.

## Riproduzione
Esistono due distinte strategie riproduttive all'interno della specie Trichoniscus pusillus. Molte popolazioni sono, come la maggior parte dei metazoi, bisessuali e si riproducono sessualmente; in altri casi, le femmine si riproducono partenogeneticamente, creando cloni di se stesse. La forma a riproduzione sessuale è diploide mentre la forma partenogenetica è triploide; poiché la partenogenesi produce sempre femmine, i maschi sono sempre diploidi e possono essere prodotti solo dalla riproduzione sessuale.
La stagione riproduttiva dura da marzo a settembre e si possono osservare da una a tre ondate riproduttive. Le femmine rimangono incinte per 4-5 settimane prima di rilasciare 4-18 mancae (stadio giovanile post larvale dei crostacei) dalla sacca di covata.